# Дирменешть (комуна)
Дирменешть, Дирменешті (рум. Dârmănești) — комуна у повіті Арджеш в Румунії. До складу комуни входять такі села (дані про населення за 2002 рік):
- Валя-Нандрій (742 особи)
- Валя-Різій (359 осіб)
- Дирменешть (1019 осіб)
- Негрень (652 особи)
- Піскань (932 особи)

Комуна розташована на відстані 113 км на північний захід від Бухареста, 16 км на північ від Пітешть, 114 км на північний схід від Крайови, 90 км на південний захід від Брашова.

## Населення
За даними перепису населення 2002 року у комуні проживали 3704 особи.
Національний склад населення комуни:
| Національність | Кількість осіб | Відсоток |
| -------------- | -------------- | -------- |
| румуни         | 3639           | 98,2%    |
| цигани         | 64             | 1,7%     |
| угорці         | 1              | < 0,1%   |

Рідною мовою назвали:
| Мова      | Кількість осіб | Відсоток |
| --------- | -------------- | -------- |
| румунська | 3703           | > 99,9%  |
| циганська | 1              | < 0,1%   |

Склад населення комуни за віросповіданням:
| Релігія                                       | Кількість осіб | Відсоток |
| --------------------------------------------- | -------------- | -------- |
| православні                                   | 3671           | 99,1%    |
| бретрени                                      | 19             | 0,5%     |
| лютерани                                      | 8              | 0,2%     |
| баптисти                                      | 4              | 0,1%     |
| п'ятдесятники                                 | 1              | < 0,1%   |
| лютерани (Синодально-пресвітеріанська церква) | 1              | < 0,1%   |